# Дозорне (Білогірський район)
Дозо́рне (до 1948 року — Ішю́н; крим. İşün) — село в Україні, у Білогірському районі Автономної Республіки Крим. Підпорядковане Чорнопільській сільській раді.

## Населення
Згідно з переписом УРСР 1989 року чисельність наявного населення села становила 232 особи, з яких 124 чоловіки та 108 жінок.
За переписом населення України 2001 року в селі мешкали 142 особи.

### Мова
Розподіл населення за рідною мовою за даними перепису 2001 року:
| Мова              | Відсоток |
| ----------------- | -------- |
| кримськотатарська | 50,34 %  |
| російська         | 44,83 %  |
| українська        | 4,83 %   |